# منتخب فانواتو للكريكت
منتخب فانواتو للكريكت (بالإنجليزية: Vanuatu national cricket team)‏ هو ممثل فانواتو الرسمي في المنافسات الدولية في الكريكت
.